# Alberto Setele
Alberto Setele (nascido em 22 de novembro de 1935 em Zavala - 7 de setembro de 2006) era um clérigo moçambicano, bispo católico romano de Inhambane.
Setele foi ordenado sacerdote em 9 de agosto de 1964. Em 20 de novembro de 1975 foi nomeado bispo de Inhambane pelo Papa Paulo VI. O Arcebispo de Maputo, Alexandre José Maria dos Santos consagrou-o a 8 de fevereiro de 1976 como bispo, juntamente com o bispo da Beira, Ernesto Gonçalves da Costa, e Januário Machaze Nhangumbe, bispo de Porto Amélia. Ele morreu em 7 de setembro de 2006 com 70 anos.